# Ptilodactyla satoi
Ptilodactyla satoi là một loài bọ cánh cứng trong họ Ptilodactylidae. Loài này được Stribling miêu tả khoa học năm 2006.